# Majdan Stary (Polska)
Majdan Stary – wieś w Polsce położona w województwie lubelskim, w powiecie biłgorajskim, w gminie Księżpol
| SIMC    | Nazwa    | Rodzaj    |
| ------- | -------- | --------- |
| 0892613 | Fujarków | część wsi |
| 0892620 | Zagóra   | część wsi |

W latach 1975–1998 miejscowość należała administracyjnie do województwa zamojskiego. 
Wieś jest sołectwem w gminie Księżpol. Według Narodowego Spisu Powszechnego z roku 2011 wieś liczyła 760 mieszkańców i była drugą co do liczby ludności miejscowością gminy.
W miejscowości znajduje się kościół, który jest siedzibą parafii pw. św.św. Apostołów Piotra i Pawła. W strukturze Kościoła rzymskokatolickiego parafia należy do metropolii przemyskiej, diecezji zamojsko-lubaczowskiej, dekanatu Biłgoraj – Południe. W Majdanie Starym znajduje się również cmentarz, pierwotnie unicki, następnie prawosławny i rzymskokatolicki.

## Historia
Księżpolski Majdan – obecnie Majdan Stary i Majdan Nowy – w wieku XIX opisano jako wieś w powiecie biłgorajskim, gminie Księżpol, parafii rzymskokatolickiej Tarnogród (unickiej, następnie prawosławnej – Sól). Wieś leży na północ od Księżpola, na prawo od drogi bitej z Biłgoraja do Tarnogrodu, w lesistym pagórkowatym położeniu. Obszerna, szeroko rozłożona wieś posiadała cerkiew filialną unicką (rusińską), która do 1838 r. stanowiła oddzielną parafię. W 1875 r. cerkiew została przemianowana na prawosławną, zaś w 1919 r. zrewindykowana na rzecz Kościoła katolickiego, który tym samym erygował we wsi własną parafię.

Podczas wojny obronnej Polski w 1939, w trakcie bitwy o Biłgoraj w dniach 16–17 września, Majdan Stary był miejscem operowania jednostek polskiego 201 pułku piechoty. 
3 lipca 1943 roku, w czasie niemieckiej akcji wysiedleńczej na Zamojszczyźnie, wieś została spacyfikowana przez oddziały SS wspierane przez ukraińskich lub rosyjskojęzycznych kolaborantów. Zamordowano wtedy 75 mieszkańców oraz spalono 76 gospodarstw. Miejscowy kościół został zdemolowany i zbezczeszczony.

## Obiekt zabytkowy
- drewniana cerkiew prawosławna z 1906 roku, aktualnie kościół rzymskokatolicki pw. św. św. Apostołów Piotra i Pawła[9]

## Sport
W Majdanie Starym funkcjonuje Ludowy Zespół Sportowy Tanew Majdan Stary – amatorski klub piłkarski, założony w 1971 roku. Obecnie drużyna seniorów gra w Keeza Klasie okręgowej, grupie zamojskiej. Drużyna Tanwi rozgrywa mecze na Stadionie Leśnym znajdującym się w Majdanie Starym, którego pojemność trybun wynosi 500 miejsc.